# اقتصاد (روسیه)
اقتصاد (انگلیسی: Iktisad) یک شهرک در شهرستان گافوریسکی استان باشقیرستان کشور روسیه است.